# 索菲亞列夫斯基足球俱樂部
索菲亞列夫斯基足球俱樂部，简称列夫斯基，是保加利亚最知名以及最受球迷支持的足球俱乐部之一，位于首都索菲亚。
列夫斯基曾夺得26次保加利亞足球甲級联赛冠军，26次保加利亞盃冠军，3次保加利亞超級盃冠军。列夫斯基也是自1937年保加利亚足球甲级联赛建立以来，唯一一家从未降级的俱乐部。
在国际赛场上，列夫斯基曾经3次晋级歐洲盃賽冠軍盃八強，2次晋级歐洲足協盃八強，还曾2次夺得巴爾幹盃亚军。2006年，俱乐部成为保加利亚首支进入欧洲冠军联赛小组赛阶段的球队。
列夫斯基的主场球衣颜色是全蓝色，主场球场是格奥尔基·阿斯帕鲁霍夫体育场，可容纳18,000名观众。俱乐部最激烈的竞争对手是索菲亚中央陆军，两支首都球队之间的比赛通常被称为保加利亚永恒德比。列夫斯基还与索菲亚斯拉维亚进行最古老的首都德比。

## 荣誉
- 保加利亞足球甲級聯賽
  - 冠軍（26 次）: 1933, 1937, 1942, 1946, 1947, 1948–49, 1950, 1953, 1964–65, 1967–68, 1969–70, 1973–74, 1976–77, 1978–79, 1983–84, 1984–85, 1987–88, 1992–93, 1993–94, 1994–95, 1999–2000, 2000–01, 2001–02, 2005–06, 2006–07, 2008–09

- 保加利亞盃
  - 冠军（26 次）: 1942, 1946, 1947, 1949, 1950, 1956, 1957, 1958–59, 1966–67, 1969–70, 1970–71, 1975–76, 1976–77, 1978–79, 1983–84, 1985–86, 1990–91, 1991–92, 1993–94, 1997–98, 1999–2000, 2001–02, 2002–03, 2004–05, 2006–07, 2021–22

- 保加利亞超級盃
  - 冠军（3 次）: 2005, 2007, 2009